# Estajrūd
Estajrūd (persiska: استجرود, Esfahrūd) är en ort i Iran.   Den ligger i provinsen Khorasan, i den nordöstra delen av landet, 800 km öster om huvudstaden Teheran. Estajrūd ligger 1 554 meter över havet och antalet invånare är 731.
Terrängen runt Estajrūd är platt åt nordost, men åt sydväst är den kuperad.Runt Estajrūd är det ganska glesbefolkat, med 30 invånare per kvadratkilometer. Närmaste större samhälle är Jīzābād, 17,1 km öster om Estajrūd. Omgivningarna runt Estajrūd är i huvudsak ett öppet busklandskap.